# كأس ملك إسبانيا 1908
كأس ملك إسبانيا 1908 (بالإسبانية: Copa del Rey de Fútbol 1908) هو الموسم 6 من  كأس ملك إسبانيا. كان عدد الأندية المشاركة فيه  2، وفاز فيه ريال مدريد.